# 立陶宛游击队
立陶宛游擊隊為1944年至1953年立陶宛抵抗蘇聯佔領的游擊隊，與愛沙尼亞、拉脫維亞、波蘭、羅馬尼亞與加利西亞等地的反蘇游擊隊合稱森林兄弟或被诅咒的士兵，據統計約有3萬名游擊隊員與其支持者喪生，蘇軍則約有13000人喪生。
第二次世界大戰後期蘇軍反攻，於1944年底重新佔領立陶宛，因蘇軍在立陶宛強行征兵與史達林極權政府的迫害加劇，上千名立陶宛人潛入鄉間，以森林作為掩護，逐漸形成有組織、具中央領導的游擊隊，1949年2月數名游擊隊領導人在米奈奇艾集會，發表立陶宛游擊隊宣言，宣布成立立陶宛自由战士联盟，以恢復立陶宛獨立自主為終極目標，其武器包括捷克斯柯達生產的槍枝、馬克沁1910型重機槍、多種迫擊砲與德制或蘇制的輕機槍與衝鋒槍，除與蘇軍和內務人民委員部人員正面交戰外，游擊隊還從事暗殺、爆破、發行地下報紙等活動。被捕的游擊隊員常被刑求與草率處決，親屬則會被流放至西伯利亞，內務人民委員會轄下的破壞營使用殘酷手段鎮壓反抗運動，如將被處決的游擊隊員曝屍於村落中央的廣場。
隨著鬥爭持續進行，游擊隊意識到西方國家不會干涉東歐事務，因此游擊隊面對強大許多的蘇聯毫無勝算，1950年代初期蘇聯已消滅多數游擊隊，奪回鄉村地區的控制權，並派出間諜滲透剩餘的抵抗組織。最終游擊隊決定停止招募人員，1953年5月游擊隊被擊潰而解散，但直至1960年代仍有個別武裝戰士（如阿道法斯·拉马瑙斯卡斯、普拉納斯·孔丘斯）繼續游擊鬥爭。
立陶宛游擊隊領袖尤奧扎斯·盧克沙曾穿越鐵幕，在法國出版了回憶錄《自由鬥士：立陶宛游擊隊對蘇聯的抗爭》，為游擊隊的珍貴第一手史料，回到立陶宛後被蘇聯政府逮捕殺害。

## 陣亡統計
| 年份 | 游擊隊 | 蘇方   | 親蘇平民 |
| ---- | ------ | ------ | -------- |
| 1944 | 2436   | 258    | 258      |
| 1945 | 9777   | 3419   | 447      |
| 1946 | 2143   | 2731   | 493      |
| 1947 | 1540   | 2626   | 299      |
| 1948 | 1135   | 1673   | 256      |
| 1949 | 1192   | 1018   | 338      |
| 1950 | 635    | 494    | 261      |
| 1951 | 590    | 292    | 195      |
| 1952 | 457    | 92     | 62       |
| 1953 | 198    | 14     | 10       |
| 總和 | 20,103 | 12,921 | 2,619    |

## 紀念

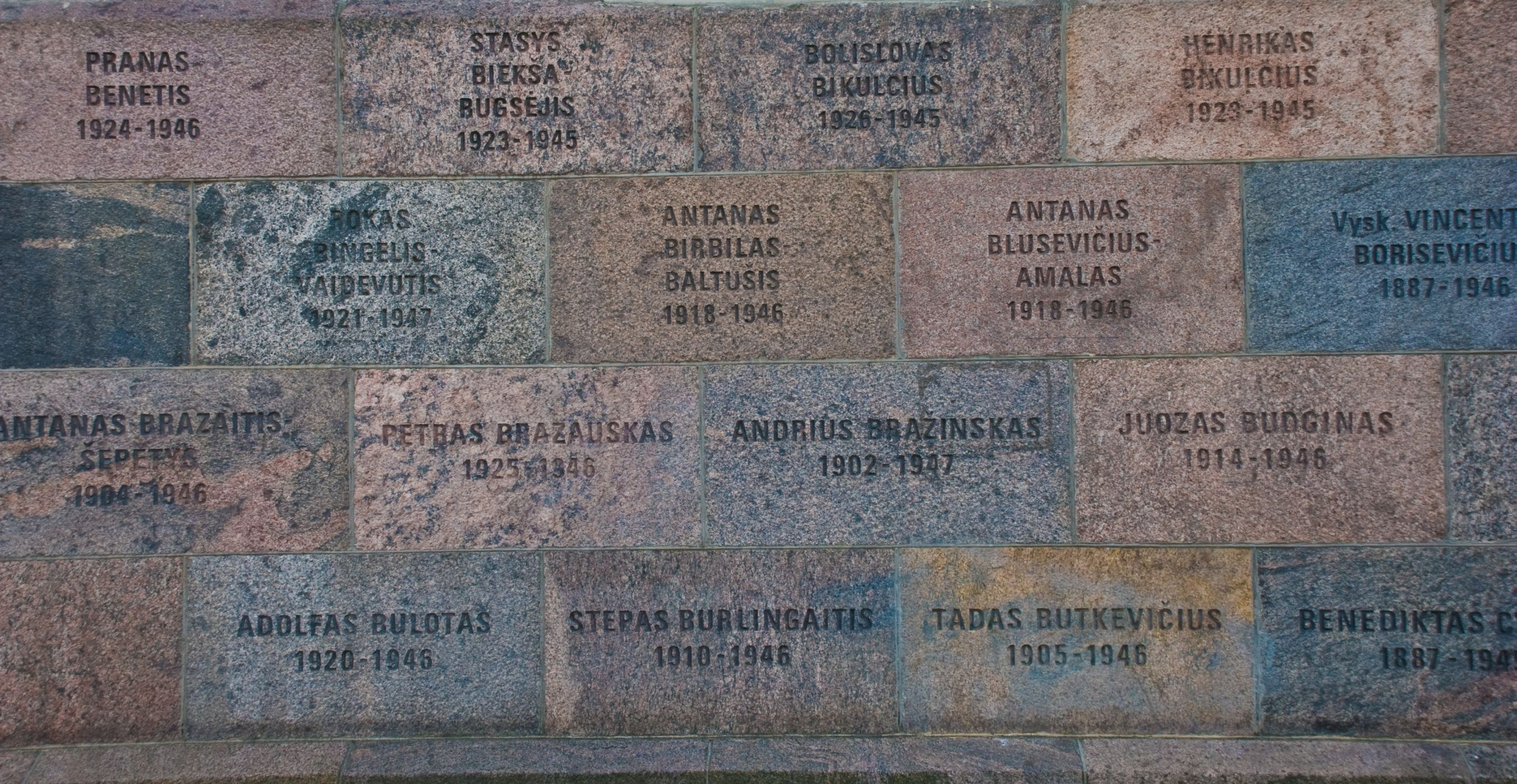
維爾紐斯的克格勃總部現為克格勃博物館，一面牆上刻有在地下室被刑求、處決者的姓名

立陶宛游擊隊未曾被蘇聯官方正式紀錄，僅被稱為「盜匪」或「非法之徒」，因此有些學者認為其游擊戰是一場被遺忘的戰爭。立陶宛獨立後仍在世的游擊隊成員可獲國家養老金，立陶宛政府並將五月的第三個星期日定為游擊隊日以紀念其貢獻，截至2005年，有約350名立陶宛游擊隊員仍在世。
立陶宛共和國法院與歐洲人權法院均判決蘇聯武力鎮壓立陶宛游擊隊的行動為種族滅絕。